# Daisuke Nishio
Daisuke Nishio (西尾 大介 Nishio Daisuke?, nacido el 1 de abril de 1959) es un animador y director japonés. Se unió a Toei Doga (actualmente Toei Animation) como animador en 1981. Tras hacer varias series de televisión fue promocionado a ayudante de director con Dr. Slump en 1982. Debutó como director con Dragon Ball en 1986 y ese mismo año estrenó su primera película, Dragon Ball: La leyenda del dragón Xeron. Nishio dirigió también su serie secuela, Dragon Ball Z, y varias de sus películas.

## Filmografía

### Como director
- Dragon Ball: La leyenda del dragón Xeron (1986) - Director
- Dragon Ball: La princesa durmiente del castillo embrujado (1987) - Director
- Dragon Ball (1987-1989) - Director de la serie (episodios 83-153), storyboard, director episódico
- Crying freeman: Episodio 1 - Retrato de un asesino (1988) - Director
- Dragon Ball Z (1989-1993) - Director de la serie (episodios 1-199), storyboard, director episódico
- Dragon Ball Z: Garlick Junior inmortal (1989) - Director
- Dragon Ball Z: El más fuerte del mundo (1990) - Director
- Dragon Ball Z: La super batalla (1990) - Director
- 3x3 ojos (1991) - Director
- Dragon Ball Z: Guerreros de fuerza ilimitada (1992) - Director
- Shoot! (1993-1994) - Director de la serie, storyboard, director episódico
- GeGeGe no Kitaro (1996-1998) - Director de la serie, storyboard, director episódico
- Kindaichi case files (Película) (1996) - Director
- Kindaichi case files (1997-2000) - Director de la serie, storyboard, director del episodio
- Expedientes del caso Kindaichi: Satsuriku no Deep Blue (1999) - Director
- One Piece: Django's dance carnival (2001) - Director
- Interstella 5555: The 5tory of the 5ecret 5tar 5ystem (2003) - Director
- Air master (2003) - Director de la serie, storyboard, director episódico
- Futari wa Pretty Cure (2004-2005) - Director de la serie, storyboard, director episódico
- Futari wa Pretty Cure Max Heart (2005-2006) - Director de la serie, storyboard, director episódico
- RoboDz Kazagumo Hen (2008) - Director de la serie, storyboard, director episódico
- Halo legends: Odd one out (2010) - Director

### Otros
- Dr. Slump (1981-1986) - Storyboard, director episódico
- Dr. Slump: Una aventura espacial (1982) - Ayudante de director
- Dr. Slump: La gran carrera alrededor del mundo (1983) - Ayudante de director
- Patalliro!: Stardust Keikaku (1982) - Ayudante de director
- Dragon Ball Z: Los mejores rivales (1991) - Supervisor
- Gulliver Boy (1995) - Storyboard, director episódico
- One Piece (1999-) - Storyboard, director episódico
- Las Supernenas Z (2006-2007) - Storyboard